# Cast of Thousands (альбом Elbow)
Об альбоме 1979 года английской группы The Adverts см. Cast of Thousands
Cast of Thousands — второй студийный альбом британской группы Elbow, выпущенный 18 августа 2003 в Великобритании и 27 января 2004 в США на лейбле V2 records.

## Описание
| Совокупная оценка    | Совокупная оценка |
| Источник             | Оценка            |
| -------------------- | ----------------- |
| Metacritic           | 84/100            |
| Оценки критиков      |                   |
| Источник             | Оценка            |
| AllMusic             | [ 2 ]             |
| Entertainment Weekly | B+                |
| The Guardian         | [ 4 ]             |
| The Independent      | [ 5 ]             |
| NME                  | 9/10              |
| Pitchfork            | 7.8/10            |
| Q                    | [ 8 ]             |
| Rolling Stone        | [ 9 ]             |
| Spin                 | A−                |
| Uncut                | [ 11 ]            |

Название альбома «Cast of Thousands» (букв. «тысячи задействованных», т.е. «большая толпа») связано с песней «Grace Under Pressure», припев которой был записан вживую на фестивале в Гластонбери в 2002 году, где зрители пели во время выступления группы. Зрителям было предложено зарегистрироваться на веб-сайте Elbow, и все отметившиеся были упомянуты на обложке альбома как участвовавшие в записи.
На музыкальном агрегаторе Metacritic, где было собрано 23 критических обзора, альбом получил 84 балла из 100. Обозреватель сайта AllMusic, поставивший альбому 3,5 звезды из 5, счёл, что выход Cast of Thousands показывает, что группа Elbow «действительно заслуживает того, чтобы занять достойное место в качестве одной из самых респектабельных рок-групп».

## Список композиций
Слова и музыка всех песен — Elbow; автор текстов — Гай Гарви.
| №   | Название                   | Длительность |
| --- | -------------------------- | ------------ |
| 1.  | «Ribcage»                  | 6:27         |
| 2.  | «Fallen Angel»             | 4:07         |
| 3.  | «Fugitive Motel»           | 5:51         |
| 4.  | «Snooks (Progress Report)» | 4:00         |
| 5.  | «Switching Off»            | 5:05         |
| 6.  | «Not a Job»                | 4:23         |
| 7.  | «I've Got Your Number»     | 4:48         |
| 8.  | «Buttons and Zips»         | 3:57         |
| 9.  | «Crawling with Idiot»      | 4:41         |
| 10. | «Grace Under Pressure»     | 4:57         |
| 11. | «Flying Dream 143»         | 1:48         |

## Участники записи
Elbow:
- Гай Гарви — вокал
- Марк Поттер — гитара
- Крэйг Поттер — клавишные
- Пит Тернер — бас-гитара
- Ричард Джапп — ударные

Дополнительные музыканты:
- The London Community Gospel Choir — вокал на «Ribcage», «Grace Under Pressure»
- Йэн Бёрдж — аранжировка струнных на «Fugitive Motel» и «Crawling with Idiot»
  - Йэн Бёрдж, Крис Уорси — виолончель
  - Стивен Басси, Кэтрин Браунинг, Эвертон Нельсон, Майя Бикель, Элисон Додс, Гиллон Камерон, Джайлс Бродбент и Салли Герберт — скрипки
- Джими Гудвин[англ.], Альфи, Маркус Гарви, Бекки Гарви, Джина Гарви, Кэти Дэйви[англ.] и толпа на фестивале Гластонбери в 2002 году — вокал на «Grace Under Pressure»